# Neil H. McElroy

Neil H. McElroy

Neil Hosler McElroy (* 30. Oktober 1904 in Berea, Cuyahoga County, Ohio; † 30. November 1972 in Cincinnati, Ohio) war ein US-amerikanischer Geschäftsmann und Politiker.
Der ausgebildete Betriebswirt war seit 1925 bei Procter & Gamble im Bereich Marketing tätig. Sein bekanntes Memo aus dem Jahr 1931 führte zur Entwicklung des Konzepts der Markenführung (Branding), dessen Hauptziel es ist, das eigene Produkt von den Produkten der Konkurrenz abzuheben bzw. das eigene Unternehmen von den Wettbewerbern zu differenzieren. 1948 wurde er Präsident der Firma.
Präsident Dwight D. Eisenhower berief den vorher nicht politisch tätigen McElroy am 9. Oktober 1957, während des Sputnikschocks, überraschend als sechsten US-Verteidigungsminister in sein Kabinett. McElroy vertrat die Ansicht, dass die relativ große Freiheit, die die Forschungs- und Entwicklungsabteilung bei Proctor & Gamble genoss, für den Erfolg des Unternehmens entscheidend war. In seiner Amtszeit wurde daher die Advanced Research Projects Agency (ARPA) gegründet, als dessen bekanntestes und erfolgreichstes Projekt das ARPANET angesehen werden kann, aus welchem das heutige Internet hervorging.
Am 1. Dezember 1959 trat McElroy zurück und wurde Aufsichtsratsvorsitzender bei Procter & Gamble. Er starb 1972 in Cincinnati.